# Georg von Dalberg
Georg von Dalberg, auch: Jörg (* 1509 oder 1510; † 2. Mai 1561 in Herrnsheim), war mehrfach Bürgermeister von Oppenheim.

## Herkunft
Georg von Dalberg war ein Sohn von Wolfgang VI. (* 1473; † 1522), des kurpfälzischen Amtmanns in Oppenheim, und dessen erster Frau, Agnes von Sickingen.

## Familie
Georg war zwei Mal verheiratet. Zunächst ab 1531 mit Anna (* 1511; † 27. Oktober 1553, bestattet in St. Peter in Herrnsheim, heute: Worms), Tochter von Bechtold und Elise von Flersheim. Am 7. Februar 1558 heiratete er erneut, nämlich Elisabeth Ulner von Dieburg († 18. Mai 1594, bestattet in St. Peter in Herrnsheim), Tochter von Ulrich Ulner von Dieburg und Margareta von Dalberg, einer Tochter von Dieter VI. von Dalberg.  Die Schwiegermutter war eine Cousine zweiten Grades von Georg. Alle Kinder stammen aus seiner ersten Ehe:
1. Ursula (* um 1535; † 1599?[2]) heiratete 1553[3] Franz Friedrich von Liebenstein († 1599[4]).
2. Wolfgang IX. (* 1536; † 17. September 1616, bestattet in St. Peter in Herrnsheim) heiratete am 14. Juni 1563 Anna (* 1533, vor dem 26. Mai; † 26. Mai 1606, bestattet in St. Peter in Herrnsheim), Tochter von Philipp Mühl von Ulmen und Margarete Berkel von Siesberg. Nach ihrem Tod heiratete er 1608 noch einmal, Magdalene († 1623), Tochter von Adrian von Spiering und Katharina von Schmelling.
3. Anna Agnes (* nach 1536[5]; † 21. März 1609, bestattet in Speyer) heiratete 1561[Anm. 5] Ludwig Burkhard Sturmfeder von Oppenweiler († 6. August 1573).
4. Odilia (Ottilie) (* nach 1537[6]; † nach 1561) heiratete 1557 Philipp von Angelach.
5. Elisabeth (* nach 1538[7]; † 23. August 1609, bestattet in Speyer) heiratete am 9. Februar 1557 Wilhelm Brenner von Löwenstein, Amtmann von Deidesheim († 13. November 1579 in Deidesheim[8], bestattet in Deidesheim[Anm. 6]).

## Wirken
Georg von Dalberg war mehrfach Bürgermeister von Oppenheim, so in den Jahren 1541, 1543, 1550 und 1560, wo er neben seiner Burg in Herrnsheim auch noch den Dalberger Hof sowie eine Reihe von Lehen besaß.